# Smoove
Smoove mit rechtlichen Sitz in Montpellier und Verwaltung in Oullins bei Lyon ist ein französisches Unternehmen, welches Fahrradsharingsysteme betreibt.

## Hintergrund
Smoove wurde 2008 gegründet; es entwickelt, installiert und betreibt Fahrradmietsysteme für Gemeinden und Unternehmen. 2017 hatte das Unternehmen 8.800 Fahrräder mit 715 Mietstationen zur kurzzeitigen Miete, sowie 13.000 Räder im langfristigen Verleih in 26 Städten in Frankreich und international im Betrieb. Im April 2017 gewann das Unternehmen als Mitglied des Konsortiums Smovengo einen 15-jährigen Vertrag zum Betrieb des Velib'-Systems in Paris ab 1. Januar 2018 und löst dabei den bisherigen Betreiber JCDecaux ab. Nach Anlaufschwierigkeiten des Velib'-Vertrags in Paris und damit eingehenden Verlusten, übernahm der bisherige Minderheitsaktionär Mobivia im September 2019 die Mehrheit am Unternehmen.